# Mrtvi teret oporezivanja
Mrtvi teret oporezivanja predstavlja smanjenje ukupnog viška (proizvođačevog i potrošačevog) na tržištu nakon uvođenja poreza. Dakle, i proizvođači i potrošači se moraju odreći jednog dijela svog viška da bi država mogla uzeti za svoje potrebe. Problem je u tome što proizvođači i potrošači uvođenjem poreza gube više nego što država dobiva. Cijeli proces kako dolazi do mrtvog tereta oporezivanja je najlakše prikazati kroz tri grafa :
| Legenda : Supply - ponuda Demand - potražnja P - cijena Q - količina Produces Surplus - proizvođačev višak Consumer Surplus - potrošačev višak Tax Revenue - prihod od poreza |

|  | Neki proizvod se nudi na tržištu koji određuje njegovu cijenu i količinu kroz mehanizam ponude i potražnje. Proizvođač i potrošač ostvaruje višak (žuto i zeleno obojene površine). |

|  | Uvođenjem poreza dobivamo novu krivulju ponude koje predstavlja ponudu uvećan za iznos poreza. Povećava se cijena (P) i smanjuje potrošnja (Q). Smeđe obojena površina postaje prihod države, dok se potrošačev i proizvođačev višak smanjio. |

|  | Iako je država uzela dio potrošačevog i proizvođačevog viška, postoji i dio koji je zapravo nije ničiji i predstavlja mrtvi teret oporezivanja. Taj iznos je prikazan kao narančasto obojena površina. Potrošački i proizvođački višak se više smanjio nego što je poraslo blagostanje države radi uvođenja poreza. |

## Formula za izračunavanje
{\displaystyle \mathbb {X} ={\frac {1}{2}}\cdot EPQu^{2}}
{\displaystyle \mathbb {X} } = mrtvi teret oporezivanja
E = elastičnost potražnje
P = početna cijena
Q = početna količina
u = porezna stopa